# 천태삼대부
《천태삼대부(天台三大部)》는 수나라(隋)의 천태지자대사(天台智者大師) 지의(538~597)의 대표적인 3부작으로서, 《법화현의(法華玄義)》 20권, 《법화문구(法華文句)》 20권, 《마하지관(摩訶止觀)》 20권을 말한다.
천태(天台)의 교학에서는, 이론(理論: 교·敎)과 실천(實踐: 관·觀)의 이른바 교관2문(敎觀二門)이 서로 합치될 때 비로소 깨달음을 얻을 수 있으며 참다운 불법(佛法)을 완성할 수 있다고 말한다. 3부 중 《법화현의》·《법화문구》의 2부는 천태종의 소의경전인 《법화경(法華經)》을 이론적으로 해설한 교상문(敎相門)이며, 《마하지관》은 《법화경》에 바탕을 둔 실천문(實踐門)을 역설하고 있다.
《법화현의》는 《법화경》, 즉 《묘법연화경(妙法蓮華經)》의 경제(經題)를 파악하여 경전 전체의 깊은 진실한 뜻을 나타내려 한 것이다. 《법화문구》는 《법화경》 본문 28품을 문장별로 해석하고 있다. 이 양자에 의해 《법화경》에 대한 개론과 문장별 해석이 이루어지고 있다. 특히 《법화현의》에서는 천태교학의 특징인 5시8교(五時八敎)의 교판이 설명되어 있다.
《마하지관》은 천태(天台)의 실천 요체(要諦)를 지의 자신의 종교적 체험 그대로를 사용하여 설명하고 보여준 것을 그의 제자인 장안관정(章安觀頂)이 기록 · 편집한 것이다. 《마하지관》에는 지의의 종교적 체험이 종횡으로 담겨져 있다.

## 참고 문헌
- 이 문서에는 다음커뮤니케이션(현 카카오)에서 GFDL 또는 CC-SA 라이선스로 배포한 글로벌 세계대백과사전의 내용을 기초로 작성된 글이 포함되어 있습니다.